# Filippo Tortu
Filippo Tortu (né le 15 juin 1998 à Milan) est un athlète italien, spécialiste du 100 mètres, champion d’Europe junior en 2017 à Grosseto. Lors des Jeux olympiques de Tokyo, le 6 août 2021, il est le dernier relayeur italien en finale du 4 x 100 m et apporte l'or à son équipe qui ne s'était encore jamais imposée aux Jeux olympiques dans cette épreuve.

## Biographie

### Carrière chez les jeunes (2014 - 2017)
Né dans une famille de sprinteurs, d'origine sarde, entraîné par son père Savino Tortu, Filippo Tortu débute l'athlétisme à l'âge de 4 ans. En 2014, il participe à la 2e édition des Jeux olympiques de la jeunesse à Nankin, en Chine : il court le 200 m, s'impose dans sa demi-finale mais chute à l'arrivée et se casse les deux bras, le forçant à déclarer forfait pour la finale.
Le 25 mai 2016, il bat le record d'Italie junior du 100 m en 10 s 24, améliorant les 10 s 25 de Pierfrancesco Pavoni de 1982. Un an plus tard exactement, il porte ce record à 10 s 15, toujours à Savone, nouveau record national junior.
Le 8 juin 2017, il court le 200 m du Golden Gala en 20 s 34, record personnel et meilleure prestation pour un moins de 20 ans. Il y termine 4e à un centième du podium et atteint ce faisant le minima pour les Championnats du monde 2017. Quelques jours plus tard, il se blesse à la cheville et doit raccourcir sa saison mais espère toujours participer aux mondiaux de Londres.
Le 21 juillet, sur 100 m, il remporte en tant que favori le titre des Championnats d'Europe juniors à Grosseto, dans le temps modeste de 10 s 73, dû à un fort vent contraire (- 4,3 m/s) : c'est la première victoire italienne dans cette spécialité en 24 éditions.
Pour son début de la saison, le 13 mai 2018, il court le 100 m en 10 s 16 (+ 1,5 m/s), à 1/100e de son record national junior. À Savone le 23 mai, il arrive à 2/100e du record national de Pietro Mennea, en 10 s 03, record national espoirs, devant Marcell Jacobs, 10 s 08, avec un vent de + 0,7 m/s. Peu après, le 31 mai, lors du Golden Gala de Rome, il termine 3e du 100 m en 10 s 04, malgré un vent défavorable (- 0,4 m/s) et un départ plutôt raté.

### Premier Italien sous les 10 secondes (2018), champion olympique du 4 x 100 m

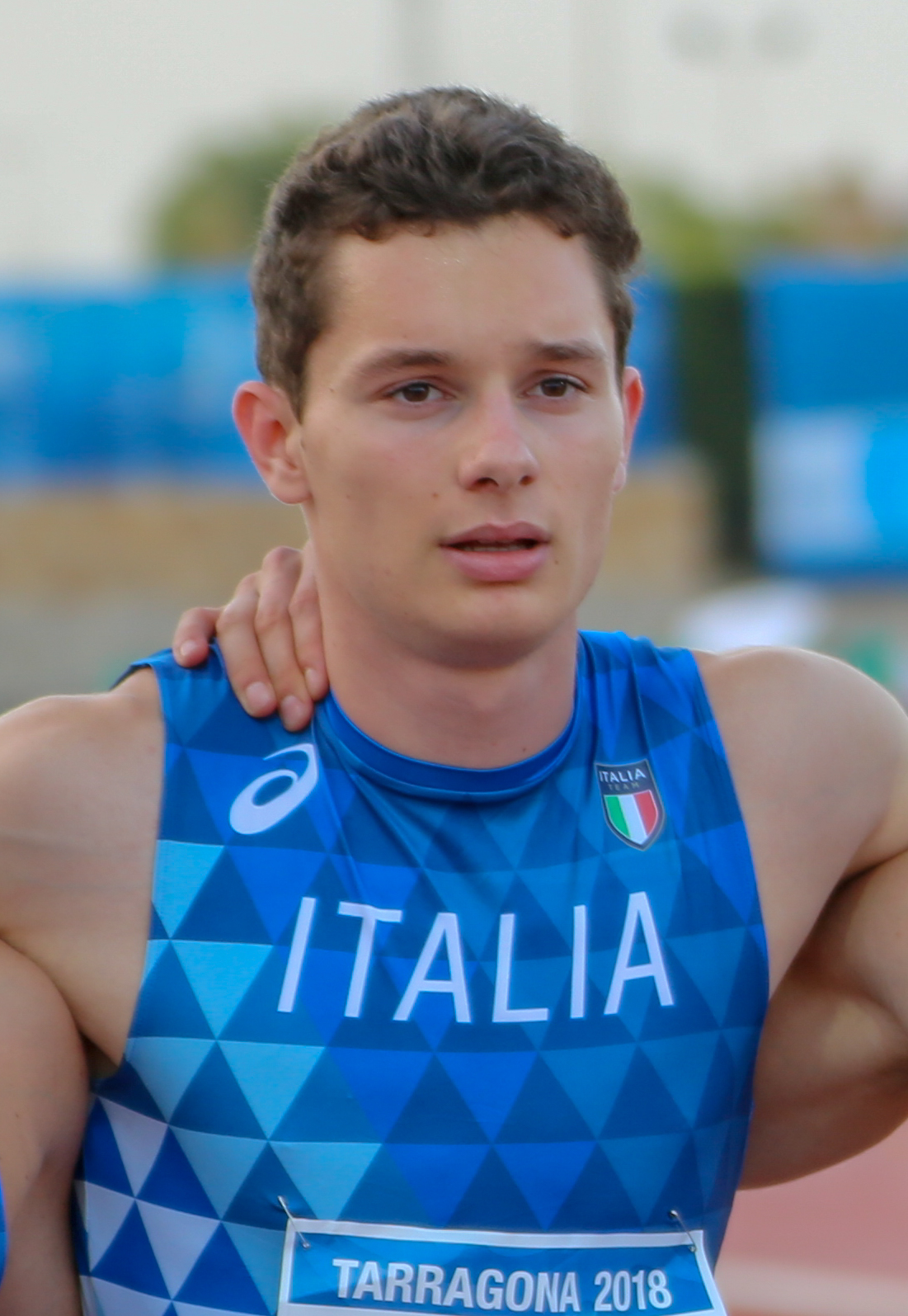
Tortu lors des Jeux méditerranéens de 2018

Le 22 juin 2018, à l'occasion du Meeting de Madrid, Tortu remporte sa série en égalant le second meilleur chrono de sa carrière, en 10 s 04. En finale, le jeune Italien, qui a fêté ses 20 ans une semaine plus tôt, termine 2e de la course derrière Su Bingtian (vainqueur en 9 s 91) mais entre dans l'histoire, de l'athlétisme italien et du sport italien en général, en devenant le premier sprinteur du pays à courir sous les 10 secondes au 100 m, terminant en 9 s 99 (+ 0,2 m/s),. Il bat ainsi le record d'Italie vieux de trente-neuf ans, de la « légende » Pietro Mennea, qui était jusque-là de 10 s 01, et se place au 6e rang des sprinteurs les plus rapides d'Europe de l'histoire chez les moins de 23 ans. À 20 ans et 7 jours, il devient par ailleurs le plus jeune Européen de l'histoire à descendre sous les 10 secondes, devant Christophe Lemaitre (20 ans et 28 jours), et est le 4e plus jeune au monde, derrière Trayvon Bromell, Yohan Blake et Seun Ogunkoya. Le lendemain, Filippo Tortu fait la une de la majorité des grands quotidiens italiens, tels que La Gazzetta dello Sport, Corriere della Sera, Tuttosport, Il Messaggero...
Le 30 juin 2018, à Tarragone, Filippo Tortu et ses coéquipiers du relais 4 x 100 m décrochent la médaille d'or des Jeux méditerranéens en 38 s 49, meilleur temps italien depuis cinq ans, en battant d'un centième de seconde la Turquie.
Le 5 juillet 2018, il annonce se concentrer uniquement sur le 100 m et le relais 4 × 100 mètres aux championnats d'Europe 2018 de Berlin. A Berlin, plus jeune des finalistes, Tortu termine 5e de la finale en 10 s 08.
Le 24 mai 2019, il court à Rieti un 100 m en 9 s 97 mais avec vent trop favorable de 2,4 m/s. Il se classe 7e des championnats du monde 2019 à Doha sur 100 m en 10 s 07.
Le 6 août 2021 lors des Jeux olympiques de Tokyo, lancé par Lorenzo Patta, Marcell Jacobs  et Eseosa Desalu, il récupère le bâton en dernier relayeur pour l'Italie en finale du 4 x 100 m, une épreuve qu'elle n'a encore jamais gagnée aux Jeux olympiques. Lancé en deuxième position dans la ligne droite, il rattrape le Britannique Nethaneel Mitchell-Blake et le devance sur la ligne d'arrivée : l'Italie s'impose en 37 s 50.

## Vie privée
Filipe Tortu a un frère, Giacomo, qui fait aussi du sprint et possède un record personnel sur 200 m à 21 s 05 (2015).

## Palmarès
| Date | Compétition                    | Lieu      | Résultat | Épreuve   | Temps   |
| ---- | ------------------------------ | --------- | -------- | --------- | ------- |
| 2014 | Jeux olympiques de la jeunesse | Nankin    | finale   | 200 m     | DNS     |
| 2016 | Championnats d'Europe          | Amsterdam | 5e       | 4 × 100 m | 38 s 69 |
| 2016 | Championnats du monde juniors  | Bydgoszcz | 2e       | 100 m     | 10 s 24 |
| 2016 | Championnats du monde juniors  | Bydgoszcz | 7e       | 4 × 100 m | 40 s 02 |
| 2017 | Championnats d'Europe juniors  | Grosseto  | 1er      | 100 m     | 10 s 73 |
| 2017 | Championnats d'Europe juniors  | Grosseto  | 2e       | 4 × 100 m | 39 s 50 |
| 2018 | Jeux méditerranéens            | Tarragone | 1er      | 4 x 100 m | 38 s 49 |
| 2018 | Championnats d'Europe          | Berlin    | 5e       | 100 m     | 10 s 08 |
| 2019 | Relais mondiaux de l'IAAF      | Yokohama  | finale   | 4 x 100 m | DNF     |
| 2019 | Championnats du monde          | Doha      | 7e       | 100 m     | 10 d 07 |
| 2021 | Relais mondiaux                | Chorzow   | 2e       | 4 x 100 m | 39 s 21 |
| 2021 | Jeux olympiques                | Tokyo     | 1re      | 4 x 100 m | 37 s 50 |
| 2022 | Championnats d'Europe          | Munich    | 3e       | 200 m     | 20 s 27 |
| 2023 | Jeux européens                 | Chorzów   | 2e       | 4 × 100 m | 38 s 47 |
| 2023 | Championnats du monde          | Budapest  | 2e       | 4 × 100 m | 37 s 62 |
| 2024 | Championnats d'Europe          | Rome      | 2e       | 200 m     | 20 s 41 |
| 2024 | Championnats d'Europe          | Rome      | 1er      | 4 × 100 m | 37 s 82 |
| 2024 | Jeux olympiques                | Paris     | 4e       | 4 × 100 m | 37 s 68 |

## Records
| Épreuve        | Temps   | Lieu   | Date            |
| -------------- | ------- | ------ | --------------- |
| 60 mètres      | 6 s 58  | Ancône | 20 janvier 2019 |
| 100 mètres     | 9 s 99  | Madrid | 22 juin 2018    |
| 200 mètres     | 20 s 10 | Eugene | 19 juillet 2022 |
| 4 x 100 mètres | 37 s 50 | Tokyo  | 6 août 2021     |